# Москучук Віктор Михайлович
В́іктор Миха́йлович Москучу́к (1980—2022) — український військовослужбовець, капітан, учасник російсько-української війни, лицар ордена Богдана Хмельницького III ступеня.

## Життєпис
Народився 25 серпня 1980 року в селі Гвіздівці Чернівецької області.
Проживав у місті Новоград-Волинський (нині Звягель), у 2002—2006 роках служив у 93-й ОМБр, потім рік працював вчителем основ захисту Вітчизни в ліцеї-інтернаті. У 2013—2019 роках проходив службу в 30-й ОМБр, брав участь в АТО/ООС.
Загинув 25 вересня 2022 року в Херсонській області.
Похований у селі Ярунь Житомирської області.
Без Віктора лишились батьки Михайло Васильович і мама Галина Петрівна, сестра Тетяна, дружина Валентина й троє синів — Олександр, Владислав та Денис.

## Нагороди та вшанування
- Орден Богдана Хмельницького III ступеня[3].
- Нагрудний знак «Знак пошани».
- Медаль «Хрест свободи».
- Відзнака «За заслуги перед Звягельським районом».
- Почесний громадянин Сокирянщини
- Почесний громадянин Звягеля[4].